# コリンダー399
コリンダー399（Collinder 399）若しくはそれを略してCr 399は、こぎつね座の方角、や座との境界の近くに位置する、恒星が密集する領域である。星団とも呼ばれているが、真の星団ではなく、偶然恒星が集合したものとされる。Cr 399の中で明るい恒星は、有名なアステリズムを形成している。

## 歴史・名称
Cr 399について史上初めて言及した資料は、ペルシャ人の天文学者アル・スーフィーが964年頃に著した『星座の書』とされる。そのため、Cr 399はアル・スーフィー星団（Al Sufi's Cluster）とも呼ばれる。
アル・スーフィーによる発見は、20世紀まで広く知れ渡ることがなく、独立に再発見した例がいくつか知られている。17世紀イタリアの天文学者、ジョヴァンニ・オディエルナが1654年に発表したカタログに、Cr 399に該当する天体が記載されている。1920年代、数多くの変光星観測用星図を作成し、アメリカ変光星観測者協会の副会長を務めたアマチュア天文家ダルミロ・ブロッキは、測光観測の較正用としてCr 399の星図を作成した。そのため、Cr 399はブロッキ星団（Brocchi's Cluster）とも呼ばれている。
1931年、スウェーデンの天文学者ペル・コリンダーは、自身の散開星団カタログにこの天体を収録している。「コリンダー399」という名称は、コリンダーのカタログの399番目に掲載されていることに由来する。

## アステリズム

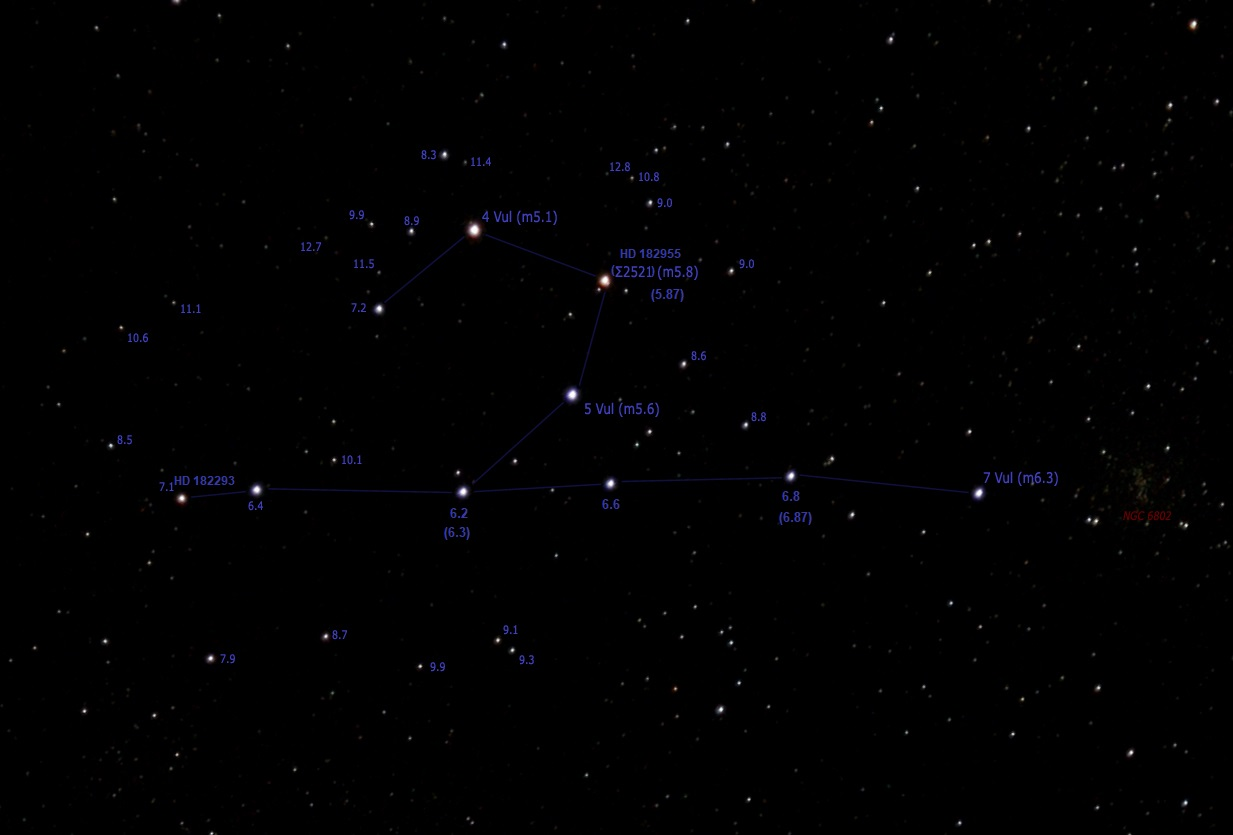
Cr 399内のアステリズム・コートハンガーを線で結び、主な恒星に視等級と、一部には名称を付したもの。

Cr 399に含まれる恒星のうち、視等級が5から7の10個の恒星が、コートハンガー（Coathanger）として知られるアステリズムを形成している。6つの恒星が一列に並び、4つの恒星がその南側に鉤型を作ることで、洋服を掛けるハンガーに形が似ていることから、そう呼ばれる。最も明るい恒星は、こぎつね座4番星で、5.14等級である。Cr 399はその他に、30個程度のより暗い恒星を含んでいる。

### 見つけ方
暗い夜空の下では、Cr 399は光のしみとして肉眼でもみえる。「コートハンガー」の形をみるには、双眼鏡や望遠鏡の低倍率が最適である。

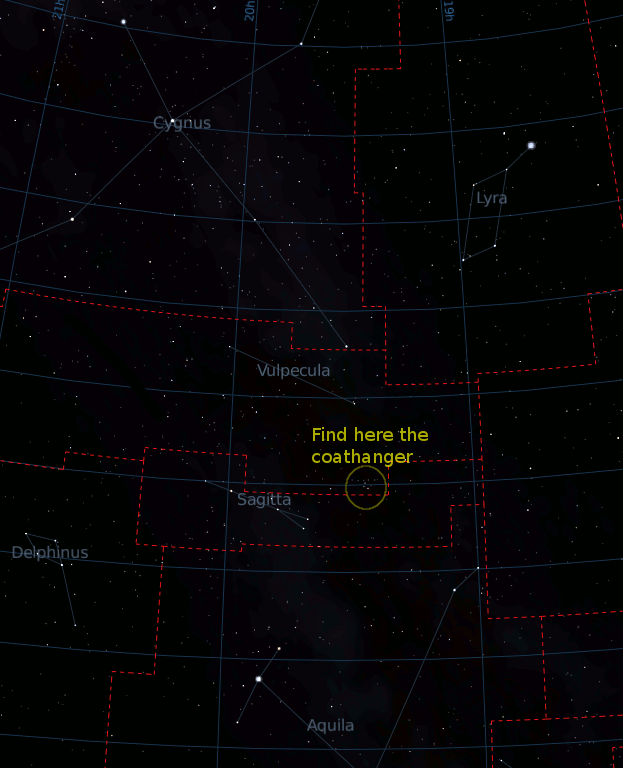
Cr 399の見つけ方。や座の西側、アルタイルとベガの間にある。

コートハンガーを探す最もわかりやすい方法は、アルタイルからベガへ向かう仮想の直線を描き、その線に沿って天の川をゆっくり渡ってゆくことである。アルタイルからベガまでの角距離の1/3程を進んだ辺りで、はくちょう座以南の天の川に大きな裂け目を作る暗黒帯の中に、コートハンガーをみつけることができる。或いは、アルビレオ（はくちょう座β星）から南に、こぎつね座α星を辿っていった先、また、や座の矢じりに当たるや座γ星から西に8度進むことでも、見つけることができる。
コートハンガーは、7月から8月にかけてが最も見頃で、北緯20度以北の地域では、南中時にはハンガーの上下が逆さの形でみえる。南半球では、ハンガーの上がそのまま上にみえる。

## 特徴

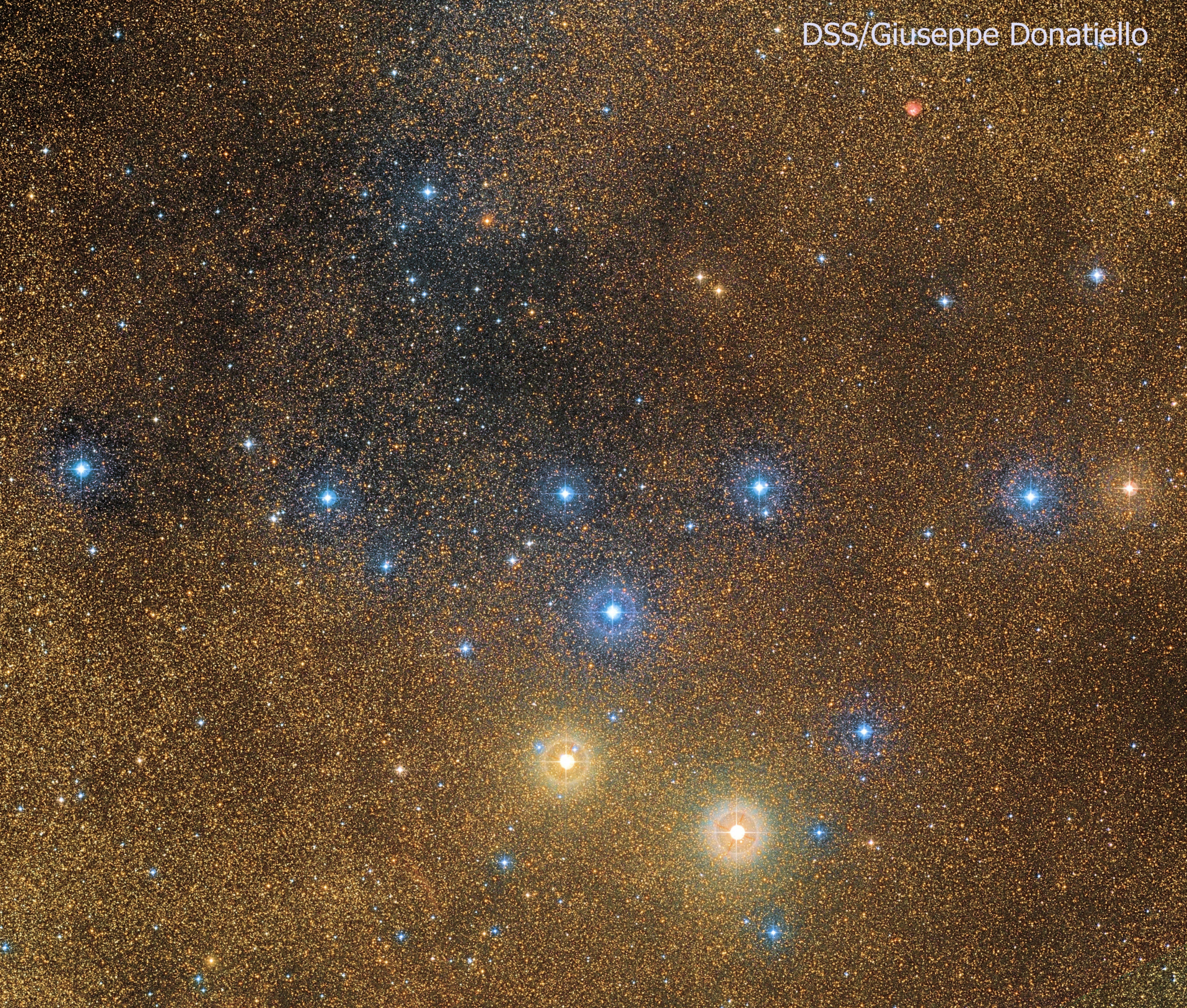
パロマー天文台スカイサーベイのデジタル化データから作成したCr 399の画像。出典: POSS II / Giuseppe Donatiello

Cr 399がどのような天体かについての理解は、現代天文学が進歩する中で大きく変化した。
20世紀の殆どの期間、Cr 399は星団だと考えられていた。20世紀初頭に、初めてこの天体を目標に研究を行ったハリー・マイヤーも、星団と記している。しかし1970年、スペクトルエネルギー分布や視線速度、固有運動を詳細に調べた結果、Cr 399の一員と思われた恒星の内、明るい6つの恒星以外は星団を形成していないと結論付けられた。この時に、星団の恒星とされたのは、HD 182422、HD 182620、HD 182761、こぎつね座5番星、HD 182955、HD 182972の6つであった。
更に、1997年から公表されているヒッパルコス衛星のデータによって大幅に向上した、年周視差と固有運動の測定値から、1998年以降の複数の研究で、Cr 399は先に挙げられた6つの恒星も含め、全ての恒星が運動を共有しておらず、真の意味での星団とは全く異なる、偶然恒星が集合したものであることが明らかになった。6つの恒星のうち、距離からして結び付きがある可能性があるのは、HD 182620、HD 182761、HD 182955、HD 182972の4つだけで、その4つの恒星にしても、固有運動から推定される空間速度の差は、星団としての関係性がある場合に比べて遥かに大きい。
| 名称            | 視等級 (V) | スペクトル型 | 距離 (光年)      |
| --------------- | ---------- | ------------ | ---------------- |
| HD 182293       | 7.11       | K3 IVp       | 354 +21 −17      |
| HD 182422       | 6.40       | B9.5 V       | 1,240 +1110 −260 |
| HD 182620       | 7.16       | A2 V         | 583 +74 −51      |
| HD 182761       | 6.31       | A0 V         | 414 +89 −50      |
| こぎつね座4番星 | 5.14       | K0 III       | 271.6 ± 7.2      |
| こぎつね座5番星 | 5.60       | A0 V         | 237.7 ± 5.9      |
| HD 182955       | 5.84       | M0 III       | 613 ± 38         |
| HD 182972       | 6.64       | A1 V         | 1,380 +890 −260  |
| HD 183261       | 6.88       | B3 II        | 2,350 +6460 −650 |
| こぎつね座7番星 | 6.34       | B5 Vn        | 1,160 +240 −170  |